# Alyxia uniflora
Alyxia uniflora är en oleanderväxtart som beskrevs av D. J. Middleton. Alyxia uniflora ingår i släktet Alyxia och familjen oleanderväxter. Inga underarter finns listade i Catalogue of Life.